# الوسيط في الأمثال
كتاب الوسيط في الأمثال هو كتاب في جمع الأمثال وشرحها، كُتب في القرن 12 م، ويُنسب للواحدي.

## التحقيق والنسبة
حققه الدكتور عفيف محمد عبد الرحمن، ونسبه إلى الواحدي معتمدًا على نسخة وحيدة، وجدها في الخزانة العامة في الرباط بالمغرب، وقد بذل المحقق جهدًا في إثبات نسبة الكتاب إلى الواحدي، واستدل على ذلك بورود أسماء من كتبه في ثنايا الكتاب ثم ذكرها، ولا يعرف منها شيء تصح نسبته إليه، والذي يظهر أن الكتاب لا تصح نسبته إلى الواحدي، لعدم وجود دليل صحيح صريح، يدل على صحة نسبة الكتاب إليه، ولا ذكر أحد ممن ترجموا له هذا الاسم في ثبت كتبه، ولا أحال هو عليه في ثنايا مؤلفاته، ولم يجد المحقق إلا نسخة واحدة اعتمد عليها. ويزاد على ذلك أنه في الكتاب استشهد ببيت للأخطل ثم قال: "هكذا رواه الشيخ أبو زكريا يحيى بن علي التبريزي ، وقرأت ديوانه على الفصيحي في سنة إحدى وتسعين ... " والفصيحي هذا توفي سنة ٥١٠ أو (٥١٦)، وكانت القراءة سنة (٤٩١)، والواحدي توفي سنة (٤٦٨).